# Кириази, Параскеви
Параскеви Кириази (алб. Parashqevi Qiriazi; 1880—1970) — албанская пионер женского образования, просветитель и педагог.

## Биография
Родилась в 1880 году в городе Манастир Османской империи, ныне город Битола Македонии, в семье Кириази, где было два брата и две сестры.
В одиннадцать лет она начала помогать брату Герасиму и сестре Севасти в обучении девочек в первой школе для девочек в Албании, которая открылась 15 октября 1891 года в городе Корча. Позже обучалась в Robert College в Константинополе, после окончания которого уехала в Корчу. Здесь работала учителем первой албанской начальной школы, открытой в 1887 году.
В 1908 году она была единственной женщиной, участницей Манастирского конгресса (алб. Kongresi i Manastirit), на котором было принято решение о новом албанском алфавите. Она была также известна в вопросах организации обучения детей и вечерних школ в других селах Албании, где помогала в создании местных библиотек. Способствовала основанию ассоциации Yll' i Mëngjesit в 1909 году. Когда в 1917 году с сестрой и её мужем она эмигрировала в США, то продолжала издавать там периодическое издание с этим же названием (по 1920 год). Журнал выходил каждые две недели и содержал материалы об албанской политике, обществе, истории, филологии, литературе и фольклоре.
В 1914 году эмигрировала с родственниками в Румынию, а затем в Америку. Там стала членом албано-американского сообщества, от имени которого участвовала в Мирной конференции в Париже в 1919 году, где защищала права албанцев. В Албанию вернулась в 1921 году, продолжила здесь участвовать в общественной и политической жизни. Она стала сооснователем (с сестрой) и позже директором Женского института, названный «Kyrias» в Тиране. В октябре 1928 года создала в Тиране организацию «Gruaja Shqiptare» («Албанская женщина»), которая существовала под патронажем королевы-матери и сестры короля Зогу — принцессы Ксении, имея филиалы по всей стране. Организация была направлена на развитие образования, гигиены и благотворительную деятельность, на повышение роли женщины в албанском обществе. Будучи хорошо образованным человеком, Параскеви получила в ней руководящую должность. В 1929—1931 годах эта организация публиковала своё издание Shqiptarja, в котором активно работала Параскеви и её сестра Севасти.
Начиная с итальянского вторжения на территорию Албании в 1939 году, Кириазаи занимала антифашистские позиции на протяжении всей Второй мировой войны. За свои взгляды они с сестрой были схвачены и помещены в концлагерь Баница около Белграда, после войны были освобождены и вернулись в Тирану. За связи с королём Зогу была репрессирована вся семья сестры. Усилиями албанского учёного и антифашиста Скандера Люараси, а также вмешательства политика Вито Капо, сёстры были частично реабилитированы.
Годы заключений сказались на здоровье Параскеви, которая умерла в 1970 году в Тиране.

## Память
- Сёстры Кириази считаются «Матерями албанского образования».[2] Многие учебные заведения в албанских населенных пунктах носят их имена.
- Албано-американская организация женщин в Нью-Йорке носит имя сестёр Кириази.